# 토미와 터펜스
토미와 터펜스는 애거서 크리스티의 소설에 등장하는 2인의 탐정 캐릭터이다. 본명은 토머스 베리스퍼드(Thomas Beresford)와 프루던스 베리스퍼드(Prudence Beresford). 《비밀 결사》에서 처음으로 등장했다. 첫 등장 때는 모험과 돈을 쫓아 사기꾼 짓을 했으나, 탐정 일이 훨씬 돈이 되고 재미있다는 것을 깨닫는다.

## 작품목록
토미와 터펜스는 전부 합해 4권의 장편 소설과 1권의 단편집(《부부탐정》)에 등장했다. 이 중 《운명의 문》은 애거서 크리스티가 집필한 마지막 소설이지만, 마지막으로 출판된 소설은 아니기도 하다.
| 출간년도 | 제목                  | 등장인물      |
| -------- | --------------------- | ------------- |
| 1922     | 《비밀 결사》         | 토미와 터펜스 |
| 1929     | 《부부탐정》          | 토미와 터펜스 |
| 1941     | 《N 또는 M》          | 토미와 터펜스 |
| 1968     | 《엄지손가락의 아픔》 | 토미와 터펜스 |
| 1973     | 《운명의 문》         | 토미와 터펜스 |

## 설정
터펜스가 카리스마 넘치고 충동적이며 직관적인 스타일인 반면 토미는 상상력이 부족하고 별로 똑똑하지는 않지만 항상 진실을 보는 눈을 가진 인물로, 두 사람의 성격이 대비되며 좋은 콤비가 된다. 《비밀 결사》에 따르면, 두 사람은 평생 동안 알고 지냈던 친구였으나 1차 세계대전이 끝나고 재회하여 사랑에 빠진다.
크리스티의 탐정 캐릭터를 비롯해 토미와 터펜스보다 더 잘 알려진 픽션 속 대부분의 탐정들과는 달리, 토미와 터펜스는 실제 현실의 집필 순서에 따라 소설 속 세계에서 나이를 먹는데, 《비밀 결사》에서는 20대였으나 《운명의 문》에서는 70대가 된다. 초창기에는 1920년대 영국의 전형적인 중산층 젊은이들로 묘사되며, 토미와 터펜스 시리즈는 크리스티가 창조한 다른 탐정들이 등장하는 작품들에 비해서 해당 시대의 배경이 잘 드러나 있는 편이다. 슬하에 쌍둥이 데보라와 데릭 그리고 입양한 딸 베티, 3명의 자녀가 있다. 또한 《운명의 문》에서는 한니발이라는 이름의 작은 개를 키우고 있는 모습도 나온다.